# Born to Die Tour
Born to Die Tour je koncertní turné americké zpěvačky Lany Del Rey na podporu jejího druhého studiového alba Born to Die. Vystupovala převážně v klubech, divadlech a na festivalech. S tímto turné navštívila Evropu, Severní Ameriku a Austrálii.

## Seznam písní

### 2011
1. Without You
2. Born to Die
3. Blue Jeans
4. Radio
5. Million Dollar Man
6. Video Games
7. Summertime Sadness
8. Dark Paradise
9. You Can Be The Boss
10. Diet Mountain Dew (30. listopadu 2011 - 7. prosince 2011)
11. Off to the Races

### 2012
1. Without You
2. Born to Die
3. Body Electric
4. Blue Jeans
5. Carmen (na vybraných koncertech nahrazeno písní "Radio")
6. Lolita (pouze do 17. června 2012)
7. Million Dollar Man
8. Heart-Shaped Box (v originále zpívá Nirvana) (pouze do 28. července 2012)
9. Summertime Sadness
10. Video Games
11. National Anthem

## Seznam vystoupení
| Severní Amerika    |                 |                        |                                          |
| 14. září 2011      | New York City   | Spojené státy americké | Glasslands Gallery                       |
| 14. října 2011     | New York City   | Spojené státy americké | Highline Ballroom                        |
| Evropa             |                 |                        |                                          |
| 4. listopadu 2011  | Manchester      | Anglie                 | The Ruby Lounge                          |
| 5. listopadu 2011  | Glasgow         | Skotsko                | Òran Mór                                 |
| 7. listopadu 2011  | Paříž           | Francie                | Nouveau Casino                           |
| 11. listopadu 2011 | Amsterdam       | Nizozemsko             | Paradiso Kleine Zaal                     |
| 12. listopadu 2011 | Kolín           | Německo                | Gebäude 9                                |
| 14. listopadu 2011 | Berlín          | Německo                | Volksbühne                               |
| 16. listopadu 2011 | Londýn          | Anglie                 | Scala                                    |
| 17. listopadu 2011 | Birmingham      | Anglie                 | HMV Institute, Digbeth - The Library     |
| 23. listopadu 2011 | Paříž           | Francie                | L'Album de la Semaine                    |
| Severní Amerika    |                 |                        |                                          |
| 30. listopadu 2011 | Toronto         | Kanada                 | L'Album de la Semaine                    |
| 5. prosince 2011   | New York City   | Spojené státy americké | The Bowery Ballroom                      |
| 7. prosince 2011   | West Hollywood  | Spojené státy americké | Troubadour                               |
| 7. února 2012      | Los Angeles     | Spojené státy americké | Amoeba Music                             |
| 9. února 2012      | San Francisco   | Spojené státy americké | Amoeba Music                             |
| 10. března 2012    | Seattle         | Spojené státy americké | Easy Street Records, Queen Anne Location |
| Evropa             |                 |                        |                                          |
| 10. dubna 2012     | Londýn          | Anglie                 | Jazz Cafe                                |
| Severní Amerika    |                 |                        |                                          |
| 3. června 2012     | Los Angeles     | Spojené státy americké | El Rey Theatre                           |
| 4. června 2012     | Los Angeles     | Spojené státy americké | El Rey Theatre                           |
| 5. června 2012     | Los Angeles     | Spojené státy americké | El Rey Theatre                           |
| 7. června 2012     | New York City   | Spojené státy americké | Irving Plaza                             |
| 8. června 2012     | New York City   | Spojené státy americké | Irving Plaza                             |
| 10. června 2012    | New York City   | Spojené státy americké | Irving Plaza                             |
| Evropa             |                 |                        |                                          |
| 16. června 2012    | Barcelona       | Španělsko              | Sónar Festival Barcelona                 |
| 17. června 2012    | Londýn          | Anglie                 | Lovebox Festival                         |
| 22. června 2012    | Isla de Wight   | Anglie                 | Isle of Wight Festival                   |
| 24. června 2012    | Londýn          | Anglie                 | Radio 1's Hackney Weekend                |
| 27. června 2012    | Tromøy          | Norsko                 | Hove Festival                            |
| 29. června 2012    | Werchter        | Belgie                 | Rock Werchter Festival                   |
| 1. července 2012   | Belfort         | Francie                | Eurockéennes                             |
| 4. července 2012   | Montreux        | Švýcarsko              | Montreux Jazz Festival                   |
| 5. července 2012   | Londýn          | Anglie                 | Chiswick House Festival                  |
| 6. července 2012   | Sesimbra        | Portugalsko            | Super Bock Super Rock                    |
| 13. července 2012  | Suffolk         | Anglie                 | Latitude Festival, Southwold             |
| 15. července 2012  | Gräfenhainichen | Německo                | Melt! Festival                           |
| Austrálie          |                 |                        |                                          |
| 21. července 2012  | Adelaide        | Austrálie              | Spin Off Festival                        |
| 23. července 2012  | Melbourne       | Austrálie              | Palace Theatre                           |
| 24. července 2012  | Melbourne       | Austrálie              | Palace Theatre                           |
| 26. července 2012  | Sydney          | Austrálie              | Enmore Theatre                           |
| 27. července 2012  | Sydney          | Austrálie              | Enmore Theatre                           |
| 28. července 2012  | Byron Bay       | Austrálie              | Splendour in the Grass                   |